# Live at Montreux 2003
Live at Montreux 2003 is een livedubbelalbum van de Britse progressieve-rockband Jethro Tull, uitgebracht in 2007.

## Geschiedenis
Dit dubbelalbum bevat het concert dat de band op het Montreux Jazz Festival gaf en bestaat uit een semiakoestische eerste helft en een elektrische tweede helft. Dit concert werd rechtstreeks uitgezonden op de Zwitserse televisie. Er verscheen ook een gelijknamige dvd van.

## Nummers

### Cd 1
1. Some Day the Sun Won't Shine for You
2. Life Is a Long Song
3. Bourée
4. With You There to Help Me
5. Pavane
6. Empty Café
7. Hunting Girl
8. Eurology
9. Dot Com
10. God Rest Ye Merry Gentlemen
11. Fat Man

### Cd 2
1. Living in the Past
2. Nothing Is Easy
3. Beside Myself
4. My God
5. Budapest
6. New Jig
7. Aqualung
8. Locomotive Breath

## Bezetting
- Ian Anderson (zang, dwarsfluit, akoestische gitaar, mondharmonica, mandoline)
- Martin Barre (elektrische gitaar, akoestische gitaar, dwarsfluit)
- Jonathan Noyce (basgitaar)
- Andrew Giddings (keyboards, accordeon)
- Doane Perry (drums)

Gastmuzikante:
- Masha (achtergrondzang)